# بزرگراه میان‌ایالتی ۴
بزرگراه میان ایالتی ۴ (به انگلیسی: Interstate-4، مخفف:I-4) یکی از بزرگراه‌های میان ایالتی آمریکاست؛ که مسیر شرقی-غربی داشته و زیرمجموعه ندارد.